# Jan Palouš
Jan Arnold „Koza” Palouš (Osztrák–Magyar Monarchia, Csehország, České Budějovice, 1888. október 25. – Csehszlovákia, Prága, 1971. szeptember 25.) olimpiai bronzérmes, többszörös Európa-bajnok cseh nemzetiségű csehszlovák jégkorongozó.
Részt vett az 1920-as nyári olimpián, ahol a csehszlovák válogatott tagja volt. Első mérkőzésükön a kanadai válogatott 15–0-ra legyőzte őket. Ezután az ezüstéremért játszottak az amerikai válogatottal, és ismét nagyon kikaptak, ezúttal 16–0-ra. A bronzmérkőzésen viszont 1–0-ra legyőzték a svéd válogatottat, és így bronzérmesek lettek.
Szintén részt vett 1924-es téli olimpián. Először Kanadától megsemmisítő 30–0-s vereséget kaptak, majd a svédektől 9–3-at, végül csak a svájci válogatottat tudták legyőzni 11–2-re, így harmadikok lettek a csoportban, és nem jutottak tovább. Végül az ötödikek lettek.
A CSS Praha nevű jégkorongcsapatban kezdett el játszani 1910-ben. 1914-ig volt csapattag. 1911-ben, 1912-ben, 1913-ban és 1914-ben játszott a bohémiai válogatottban a jégkorong-Európa-bajnokságon, és három arany-, valamint 1913-ban egy ezüstérmet nyert. De az 1912-es Európa-bajnokság eredményét törölték. Ezután az első világháború miatt nem játszott. 1919 és 1924 között a HC Slavia Praha csapat kerettagja volt. 1921-ben Európa-bajnoki ezüstérmet nyert már csehszlovák színekben. Tagja a Cseh Jégkorong Hírességek Csarnokának.